# Sylvia Kristel
Sylvia Kristel (Utrecht, 28. rujna 1952. – Amsterdam, 17. listopada 2012.) nizozemska je glumica i manekenka.

## Životopis

### Filmska karijera
Iako je snimila više filmova ostala je najpoznatija po seriji erotskih filmova „Emanuela“. Prvi film iz serijala "Emanuela" prikazan je u Francuskoj 1974., ali je ubrzo zabranjen zbog "previše slobodnih" scena. Izvorna inačica filma spada u tzv. "meku" erotiku.

## Najpoznatiji filmovi
- Emanuela (1974.)
- Emanuela 2 (1975.)
- Zbogom Emanuela (1977.)
- Ljubavnik Lady Chaterley (1981.)
- Emanuela 4 (1984.)
- Mata Hari (1985.)
- Forgive me (2001.)

## Vanjske poveznice
|  | Zajednički poslužitelj ima još gradiva o temi Sylvia Kristel |